# جيف نيلسون
جيف نيلسون هو لاعب هوكي الجليد كندي، ولد في 18 ديسمبر 1972 في برينس ألبرت في كندا.

## وصلات خارجية
- جيف نيلسون على موقع دوري الهوكي الوطني (الإنجليزية)
- جيف نيلسون على موقع EliteProspects.com (الإنجليزية)
- جيف نيلسون على موقع HockeyDB.com (الإنجليزية)
- جيف نيلسون على موقع Hockey-Reference.com (الإنجليزية)